# Hilbert-problémák
A II. Nemzetközi Matematikai Kongresszus 1900. augusztus 6–12. között Párizsban ülésezett. David Hilbert, a világ akkor már elismerten egyik legnagyobb matematikusa augusztus 8-án Matematikai problémák címmel tartott később óriási jelentőségre szert tevő előadást, amiben felsorolta a matematika szerinte legfontosabb problémáit.

## A Hilbert-problémák

### A kontinuumhipotézis
A kontinuumhipotézis szerint nincs számosság a megszámlálhatóan végtelen és a kontinuum számosság között.
Ez a probléma a standard halmazelmélet eszközeivel megoldhatatlannak bizonyult.
Kurt Gödel 1940-ben azt igazolta, hogy nem lehet a van választ bizonyítani, Cohen pedig 1963-ban azt, hogy a nincs válasz sem bizonyítható.

### A számelmélet axiómarendszerének ellentmondásmentessége
Bizonyítsuk be, véges eszközökkel a számelmélet axiómarendszerének, azaz a Peano-axiómarendszernek (PA) az ellentmondásmentességét. Mivel PA-nak van modellje, a természetes számok a szokásos műveletekkel, ezért nem lehet benne ellentmondás. Ez az okoskodás azonban halmazelméleti, tehát egy bővebb rendszerben van. Gödel második nemteljességi tétele szerint viszont PA nem bizonyíthatja saját ellentmondásmentességét. A két állítás között van Gentzen tétele, ami PA ellentmondásmentességét az {\displaystyle \varepsilon _{0}} epszilon-rendszámig terjedő transzfinit indukció segítségével igazolja.

### Poliéderek átdarabolhatósága
Létezik-e két azonos alapterületű és azonos magasságú tetraéder, amelyeket nem lehet egymásba átdarabolni? Ha vannak azonos térfogatú, de egymásba át nem darabolható poliéderek, az azt jelenti, hogy nem lehet a térfogat fogalmát infinitezimális módszerek (integrálszámítás) nélkül bevezetni. Max Dehn még 1900-ban megoldotta a problémát, példát adott ilyen tetraéderekre. Később bebizonyította, hogy az egységnyi térfogatú kocka, illetve szabályos tetraéder sem darabolhatók át egymásba.

### A projektív metrikák meghatározása
Jellemezzük azokat a metrikákat, amikben az egyenesek geodetikus vonalak!
A kérdés túlságosan szerteágazó ahhoz, hogy egyszerű választ lehessen rá adni. A kérdés felvetődése óta számos cikk foglalkozott a feladattal. Az első eredményeket még Georg Hamel, Hilbert tanítványa adta ki 1903-ban.

### A Lie-csoportok felépítése a differenciálhatóság feltevése nélkül
Bizonyítandó, hogy minden összefüggő, lokálisan euklideszi topologikus csoport topologikusan izomorf egy Lie-csoporttal. Ha ez így lenne, akkor nem lenne szükség a topologikus csoportok elméletében a differenciálhatóságra.
Egy csoport topologikus, ha van rajta topológia, és a szorzás és az invertálás folytonos a csoport topológiájában. A Lie-csoportok ezen kívül még egy differenciálható sokaság topologikus struktúrájával is bírnak, amiben a szorzás és az invertálás illeszkedik a sima struktúrához.
Neumann János és Lev Pontrjagin is foglalkozott a probléma speciális eseteivel. Az általános kérdésre Andrew Gleason, Deane Montgomery és Leo Zippin adott igenlő választ az 1950-es években.

### A valószínűségszámítás és a fizika axiomatizálása
A kérdés eredetileg a valószínűségszámítás és a mechanika axiomatizálása volt. Azóta van már kvantummechanika és relativitáselmélet, de a kérdésre még 2020-ban sincs általános válasz.

### Bizonyos számok transzcendenciája
Ha a 0-tól és 1-től különböző algebrai szám, b pedig irracionális algebrai szám, akkor {\displaystyle a^{b}} transzcendens. A tételt 1934-ben Alekszandr Oszipovics Gelfond és Theodor Schneider egymástól függetlenül bebizonyította (Gelfond–Schneider-tétel).

### Problémák prímszámokról
Az itt említett problémák a Riemann-sejtés, a Goldbach-sejtés és az ikerprímszám-sejtés. (2020-ig nincs még bizonyítva vagy cáfolva egyik sejtés sem.)

### Reciprocitási tétel tetszőleges számtestekben
A Gauss-féle kvadratikus reciprocitás tétele, kubikus reciprocitás tétele és bikvadratikus reciprocitás tétele általánosításaként adjuk meg a legáltalánosabb reciprocitás-tételt. Egy ilyen tétel megoldaná a következő feladatot: ha egy adott K n-edfokú számtestet egy {\displaystyle {\sqrt[{r}]{d}}} számmal bővítünk, akkor az új test egészeinek aritmetikája hogyan függ a régi test egészeinek aritmetikájától. Az Abel-féle bővítés esetét Hilbert, Artin és Hasse munkája után Safarevics megoldotta, az általános eset nyitott.

### A diofantoszi egyenletek megoldhatósága
Adjunk algoritmust, ami tetszőleges diofantoszi egyenletet megold.
A probléma megfogalmazásakor még a pozitív megoldás tűnt valószínűnek. Az algoritmus fogalma a harmincas években lett precízen definiálva. Az ötvenes években számos problémaseregről mutatták ki az algoritmikus megoldhatatlanságot. Martin Davis, Julia Robinson és Hilary Putnam végül is a megoldhatatlanságot egy konkrét, a Fibonacci-számokkal kapcsolatos reprezentációs feladatra redukálták, amit Jurij Matyijaszevics 1970-ben bebizonyított.

### Kvadratikus alakok tetszőleges algebrai együtthatókkal
Általánosítsuk a kvadratikus alakok elméletét tetszőleges testre.
A 20. században részletes elméletet építettek ki. A főtétel Helmut Hasse eredménye.

### A Kronecker-Weber tétel általánosítása
A Kronecker-Weber tétel állítása szerint minden algebrai számtest, aminek Galois-csoportja Abel, körosztási testté bővíthető. Hogyan lehet a tételt általánosítani tetszőleges számtestre?
A kérdést 2020-ig nem sikerült megnyugtatóan tisztázni.

### Függvények kompozíciója
Megoldhatók-e az x7 + ax3 + bx2 + x + 1 = 0 alakú hetedfokú egyenletek véges sok kétváltozós folytonos függvény alkalmazásával?
Általánosabban: Vannak-e háromváltozós folytonos függvények, amik nem állnak elő véges sok kétváltozós függvény kompozíciójaként?
Mindkét kérdés igenlő választ nyert.

### Az invariánsok végesen generáltak
Legyen K[x1, ..., xn] polinomgyűrű a K test fölött, legyen L részteste K-nak, és legyen az R gyűrű a
{\displaystyle R:=L\cap K[x_{1},...,x_{n}]}
metszet.
Végesen generált-e minden ilyen gyűrű?
1957-ben Masayoshi Nagata ellenpéldát adott a kérdésre. Ez meglepő volt a korábbi speciális esetek tükrében.

### Schubert leszámoló geometriájának megalapozása
Az algebrai geometria fejlődésével egyre több eszköz állt a feladat megoldására, és a 20. század közepére az eredményeket sikerült jól megérteni és leírni.

### Algebrai görbék és felületek problémái
Mit mondhatunk az algebrai görbék egymáshoz viszonyított helyzetéről?
Az általános kérdésre 2020-ban sem ismert a válasz, de sok részeredmény ismert.
Példa:
Hatodfokú algebrai görbe nem állhat 11 oválisból, amelyek mindegyike a többiek külsejében helyezkedik el. A másik probléma: hány határciklusa van a
differenciálegyenletnek, ahol P és Q n-edfokú polinom.

### Pozitív definit alakok előállítása négyzetösszegként
Ha {\displaystyle F(x_{1},...,x_{n})} racionális együtthatós törtfüggvény, tehát racionális együtthatós polinomok hányadosa, ami valós helyeken mindig pozitív értéket vesz fel, akkor előállítható racionális együtthatós törtfüggvények négyzeteinek összegeként. Ezt {\displaystyle n=1}-re maga Hilbert igazolta. Az általános esetre Emil Artin adott bizonyítást.

### Euklideszi terek diszkrét mozgáscsoportjai
Osztályozzuk az euklideszi terek kristálycsoportjait! Végesek ezek a csoportok?
A kristálycsoportok az adott tér tapétázásainak szimmetriáit jellemzik. Már korán kimutatták, hogy síkban 17, és térben 230, egymással nem izomorf kristálycsoport van. Ludwig Bieberbach az általános esetet is belátta.
Hilbert azt is kérdezte, hogy vannak-e olyan testek, amik nem lépnek fel egy ilyen csoport alaptartományaként, de velük a tér hiánytalanul és átfedésmentesen kitölthető. Karl Reinhardt 1928-ban hozott példákat ilyen testekre.
A harmadik kérdés a Kepler-sejtés volt, hogy gömbökkel a legjobb térkitöltés a hexagonális és a lapközepes kockaráccsal érhető el. A kérdés meglepően nehéznek bizonyult, és csak 1998-ban jelentkezett Thomas Callister Hales egy számítógéppel támogatott megoldással.

### Elliptikus differenciálegyenletek megoldásai
Analitikusak-e az elliptikus differenciálegyenletek megoldásai, vagyis felírhatók-e végtelen hatványsorok összegeként?
Szergej Bernstein megmutatta differenciálegyenletek egy bővebb családjára, hogy, ha a megoldás háromszor differenciálható, akkor a megoldások analitikusak. Ivan Petrovszkij enyhítette a feltételeket, és kiterjesztette az eredményeket egy bővebb osztályra.

### A variációs probléma megoldhatósága
Adjunk kritériumokat a variációs egyenletek megoldhatóságára!
Számos átfogó eredmény született a kérdés megválaszolására. A korlátosság például nem mindig elég.

### Előírt monodrómiacsoportú lineáris differenciálegyenlet létezése
Van-e lineáris differenciálegyenlet minden adott szingularitáshoz és monodrómiacsoporthoz?
A monodrómia a szingularitások környékének viselkedését vizsgálja. A monodrómiacsoportok a szingularitás környezetét leíró adatokon ható csoportok.
Miután néhány speciális esetre a válasz igenlő volt, 1994-ben Andrej Bolibruch megcáfolta a sejtést az általános esetre.

### Analitikus relációkkal meghatározott függvények uniformizációja automorf függvényekkel
A feladat célja az algebrai görbék paraméterezése, vagyis áttérni a görbe algebrai egyenletéről egy másik, nem feltétlenül algebrai, de egyváltozós egyenletére. Például az egységsugarú kör felírható x² + y² = 1 és cos α²+ sin α² = 1 alakban is.
Kétváltozós függvényekre a feladat megoldható. Többváltozós függvényekre a kérdés még nyitott.

### A variációszámítás problémái
Hogyan fejleszthető tovább a variációszámítás?
Ez a kérdés nem elég konkrét ahhoz, hogy meg lehessen válaszolni. Mindazonáltal a funkcionálanalízis elméletének részletes kiépítése is a variációszámítás továbbfejlesztésének tekinthető.

### Metamatematikai bizonyítások
Ez a kérdés nem szerepel a 23 probléma között; Hilbert hagyatékában találták. Itt az a kérdés, hogy hogyan lehet megtudni egy bizonyításról, hogy a legegyszerűbb bizonyítás-e. Ehhez kellenek kritériumok és bizonyítások.

## Fordítás
Ez a szócikk részben vagy egészben  a   Hilbertsche Probleme című német Wikipédia-szócikk fordításán alapul.  Az eredeti cikk szerkesztőit annak laptörténete sorolja fel. Ez a jelzés csupán a megfogalmazás eredetét és a szerzői jogokat jelzi, nem szolgál a cikkben szereplő információk forrásmegjelöléseként.